# Farkasaszó
Farkasaszó falu Romániában, Máramaros megyében.

## Fekvése
Máramaros megyében, Erdőszádától délre, a Szamos folyó bal partján fekvő település.

## Története
Farkasaszó a Kővárvidék-hez tartozott. A falut Drág és Balk főispánok kapták
1392-ben.
1424-ben a Drágfiak osztozkodnak a birtokon. A település nevét ekkor Farkasazow-nak, később pedig Farkasazo-nak írták.
1424-ben a Béltekiek-nek jutott, de hűtlenségük miatt azt elvették tőlük, és a Drágfiak
kapták meg.
1592-ben a Drágfiak kihalta után az erdőszádai uradalom-hoz csatolták, és a Szatmári vár tartozéka lett.
1646-ban a Kállay család kapta meg, s attól kezdve végig a család birtokában maradt.
ä 19. század elején a Kállay, Szaplonczay és Krassay családoknak volt itt birtoka.
A 20. század elején Kállay Kornél özvegyének volt itt nagyobb birtoka, és úrilaka.

## Nevezetességek
- Görögkatolikus templom